# Тур озера Тайху
Тур озера Тайху (англ. Tour of Taihu Lake) — шоссейная многодневная велогонка, ежегодно проходящая в Китае. Санкционирована UCI и проходит в рамках UCI Asia Tour под категорией 2.1. Впервые гонка была проведена в 2010 году как однодневка категории 1.2. В следующем году была организована уже как многодневка, категорию которой в 2013 году повысили до первой.

## Призёры
| Год  | Победитель       | Второй             | Третий              |         |
| ---- | ---------------- | ------------------ | ------------------- | ------- |
| 2010 | Дэвид Кемп       | Цзин Янг           | Сергей Гречин       |         |
| 2011 | Борис Шпилевский | Алоис Каньковски   | Арон Кемпс          |         |
| 2012 | Милан Кадлец     | Флорис Гусиннен    | Чой Ки Хо           |         |
| 2013 | Юрий Метлюшенко  | Алоис Каньковски   | Борис Шпилевский    |         |
| 2014 | Сэм Витмиц       | Юрген Ван Димен    | Алоис Каньковски    |         |
| 2015 | Якуб Марецко     | Андреа Палини      | Марко Дзанотти      |         |
| 2016 | Леонардо Дуке    | Йондер Годой       | Петер Шультинг      |         |
| 2017 | Якуб Марецко     | Гийом Буавен       | Карлос Альсате      |         |
| 2018 | Борис Валле      | Бенжамин Дибал     | Александер Катафорд |         |
| 2019 | Дилан Кеннетт    | Борис Валле        | Маттиас Брендле     |         |
| 2021 | отменён          | отменён            | отменён             | отменён |
| 2022 | отменён          | отменён            | отменён             | отменён |
| 2023 | Джордж Джексон   | Энрико Дзанончелло | Жарне Ван Де Паар   |         |
| 2024 | Йелте Крийнсен   | Марцин Будзинский  | Вильмар Паредес     |         |